# Konstantin V. Kopronim
Konstantin V. Kopronim (grško: Κωνσταντίνος Ε΄ Κοπρώνυμος [Kōnstantínos V Koprónimos]), cesar Bizantinskega cesarstva od leta 741 do 775, * 718, † 14. september 775. 

## Življenjepis

### Mladost
Konstantin je bil rojen v Konstantinoplu kot sin cesarja Leona III. in njegove žene Marije. Leta 720 je postal očetov socesar (kaisar). Oče ga je poročil s Cicak, hčerko hazarskega kagana Biharja, ki se je leta 732 dala krstiti in se preimenovala v Ireno (Eirēnē, mir). 19. aprila 741 je nasledil svojega očeta kot samostojen cesar. 

### Državljanska vojna proti Artabazdu in prva bitka proti čaščenju podob
Junija 741 ali 742 se je Konstantin odpravil v Malo Azijo na vojno proti Umajadskemu kalifatu, v katerem je vladal Hišam ibn Abd al-Malik. Med pohodom je Konstantina napadel svak Artabazd, stratēgos (guverner) Armenske teme in mož Konstantinove starejše sestre Ane.
Konstantin je bil v bitki poražen in se je zatekel v Amorion, Artabazd pa je odšel v Konstantinopel, kjer so ga sprejeli kot cesarja. Konstantin je v Amorionu dobil podporo Anatolske in Trakezijske teme, Artabazd pa je imel poleg podpore svoje Armenske teme tudi podporo Trakije in Opsikiona. Maja 743 je ponovno napadel Konstantina in bil tokrat poražen, tri mesece kasneje pa bil poražen tudi Artabazdov sin Niketas. Konstantin je novembra 743 vkorakal v Konstantinopel in takoj začel obračunavati z nasprotniki. 
V cesarstvu se je medtem, morda prav zaradi Artabazdove uzurpacije oblasti, ponovno razširilo ikonodulstvo in Konstantin je verjetno ravno zaradi tega postal še bolj goreč ikonoklast kot njegov oče. 
Konstantinovi najbolj zagrizeni sovražniki so mu zato dali skrajno poniževalen nadimek Kopronim (Κοπρώνυμος [Koprónimos]), ki je sestavljen iz besed kopros (živalsko govno ali gnoj) in onoma (ime). Poleg nespodobnega imena so začeli širiti govorice, da se je kot otrok podelal v krstni kamen ali v cesarsko škrlatno oblačilo, v katero je bil povit.

### Ikonoklazem
Konstantin je bil oster nasprotnik čaščenja podob. Februarja 754 je sklical cerkveni zbor v Hieriji, katerega so se udeležili izključno ikonoklastični škofi. Zbor je odobril cesarjevo versko politiko in omogočil izvolitev novega ikonoklastičnega patriarha, nekaterih Konstantinovih stališč pa ni podprl. Potrdil je status Marije kot Matere božje (Teotokos), okrepil rabo izrazov "svetnik" in "svét" in obsodil onečaščenje, požiganje in ropanje cerkva, s čimer je zavezal usta ikonodulom. Zboru je sledilo odstanjevanja ikon s cerkvenih zidov in ikonodulov z dvora in državne uprave. Glavna središča ikonodulov so bili samostani, zato je Konstantin posebno pozornost posvetil prav njim. Menihe je prisilil, da so se na konstantinopelskem hipodromu poročili z nunami, premoženje samostanov pa je zaplenil v korist države in vojske. Represija proti menihom je dosegla višek leta 766, izvajal pa jo je predvsem cesarjev general Mihael Lahanodrahon, ki je dal uporne menihe oslepiti in izgnati. 
Ikonodulskega opata Štefana Neosa je drhal na ukaz oblasti brutalno linčala. Zaradi gonje je mnogo menihov pobegnilo v južno Italijo in na Sicilijo. Na koncu Konstantinovega vladanja je ikonoklazem prišel tako daleč, da je relikvije in čaščenje svetnikov razglasil za herezijo.
Ikonofili so zato njegovo smrt imeli za božjo kazen. V 9. stoletju so njegove posmrtne ostanke ekshumirali in jih vrgli v morje. 

### Vojni pohodi proti Arabcem in Bolgarom
Konstantin je bil sposoben general in organizator. Reorganiziral je vojaška okrožja (themata) in ustanovil nove pehotne enote, imenovane tagmata, ki so imele moč bataljona oziroma regimenta. Glavni namen reorganizacije je bil zmanjšati možnost zarote in povečati obrambno sposobnost države. S tako reorganizirano armado se je začel vojskovati na treh glavnih frontah. 
Leta 746 je izkoristl nestabilnost Umajadskega kalifata, ki je med vladanjem Marvana II. razpadel. Napadel je Sirijo in zasedel Germanikejo (sedanji Kahramanmaraş), rojstni kraj svojega očeta. Del lokalnega krščanskega prebivalstva je preselil v bizantinski del Trakije. Leta 747 je njegova mornarica pred obalo Cipra uničila arabsko ladjevje. Leta 752 je napadel novi Abasidski kalifat kalifa as-Safaha. Osvojil je Teodoziopolis in Meliteno (sedanja Malatya) v vzhodni Anatoliji in del prebivalstva preselil na Balkan. Konstantin s temi vojnimi pohodi ni dosegel nobenih konkretnih rezultatov, razen da je s preseljenim prebivalstvom močno okrepil meje cesarstva na Balkanu. 
Uspehi na vzhodu so mu omogočili izvajanje agresivne politike na Balkanu. S pomočjo krščanskega prebivalstva, ki ga je z vzhoda preselil v Trakijo, je povečal blaginjo in obrambno sposobnost teh področij, kar je povzročilo zanimanje Bolgarije. Leta 755 je bolgarski car Kormisoš napadel Bizantinsko cesarstvo in prodrl vse do Anastazijevega zidu kašnih 40 km zahodno od Konstantinopla, potem pa je bil poražen. Konstantin je naslednje leto sprožil niz devetih uspešnih pohodov proti Bolgarom in v bitki pri Markeli premagal Kormisoševega naslednika Vineha. Tri leta kasneje je sam doživel poraz v bitki pri Riškem prelazu, ki ga Bolgari niso izkoristili, ampak so poskušali skleniti premirje. Leta 763 je z 800 ladjami, 9.600 konjeniki in nekaj pešaki odplul proti Bolgarom in jih v bitki pri Anhialu premagal. Njegove zmage so v Bolgariji povzročile veliko nestabilnost. Zaradi vojaških neuspehov je do leta 777 izgubilo krono kar šest bolgarskih vladarjev. 
Leta 775 je Konstantin nasedel bolgarskemu tajnemu agentu, ki se je pretvarjal, da išče politični azil, in mu izdal imena svojih agentov v Bolgariji. Vse agente so Bolgari aretirali in usmrtili. Konstantin je takoj zatem začel pripravljati nov pohod proti Bolgarom, a je med pripravami 14. septembra 775 umrl.
Konstantinovi vojni pohodi so bili zelo dragi. Med njegovim vladanjem so se zaradi vojn in izgub ozemlja zaradi arabskih osvajanj letni dohodki cesarstva zmanjšali za 1.800.000  nomizem. 

## Družina
S prvo ženo Cicak (Irena Hazarska) je imel sina
- Leona IV., ki ga je nasledil na bizantinskem prestolu

Za drugo ženo, Marijo, ni znano, da bi imela kaj otrok.
S tretjo ženo, Evdokijo, je imel pet sinov in hčerko:
- Krištofa
- Nikiforja
- Niketasa
- Evdokima
- Antimosa
- Antouso